# Hőtérkép

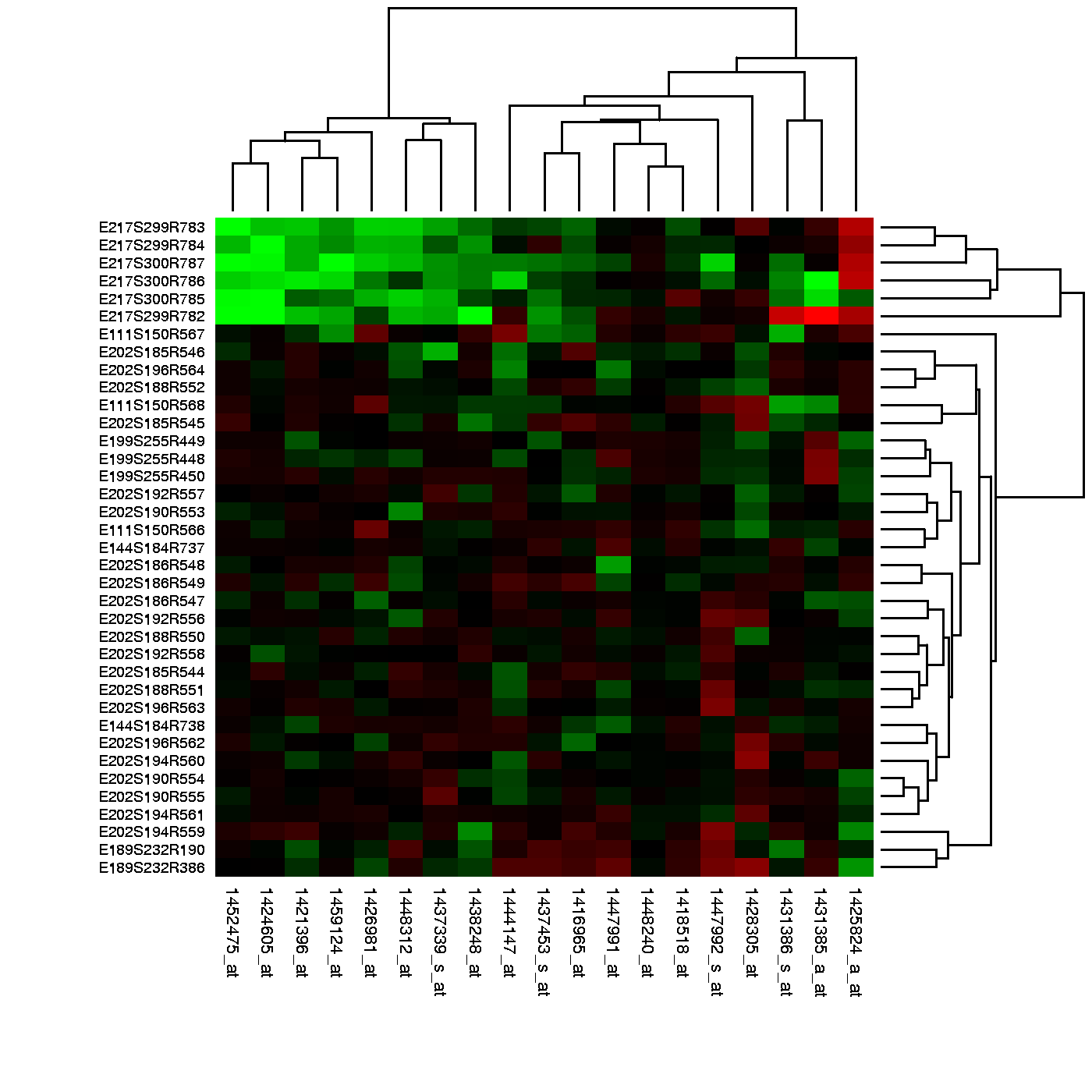
DNS mikrosorok (mikroarray-ek) adataiból készült hőtérkép, amelyek a különféle kondíciókban való génexpressziót tükrözik

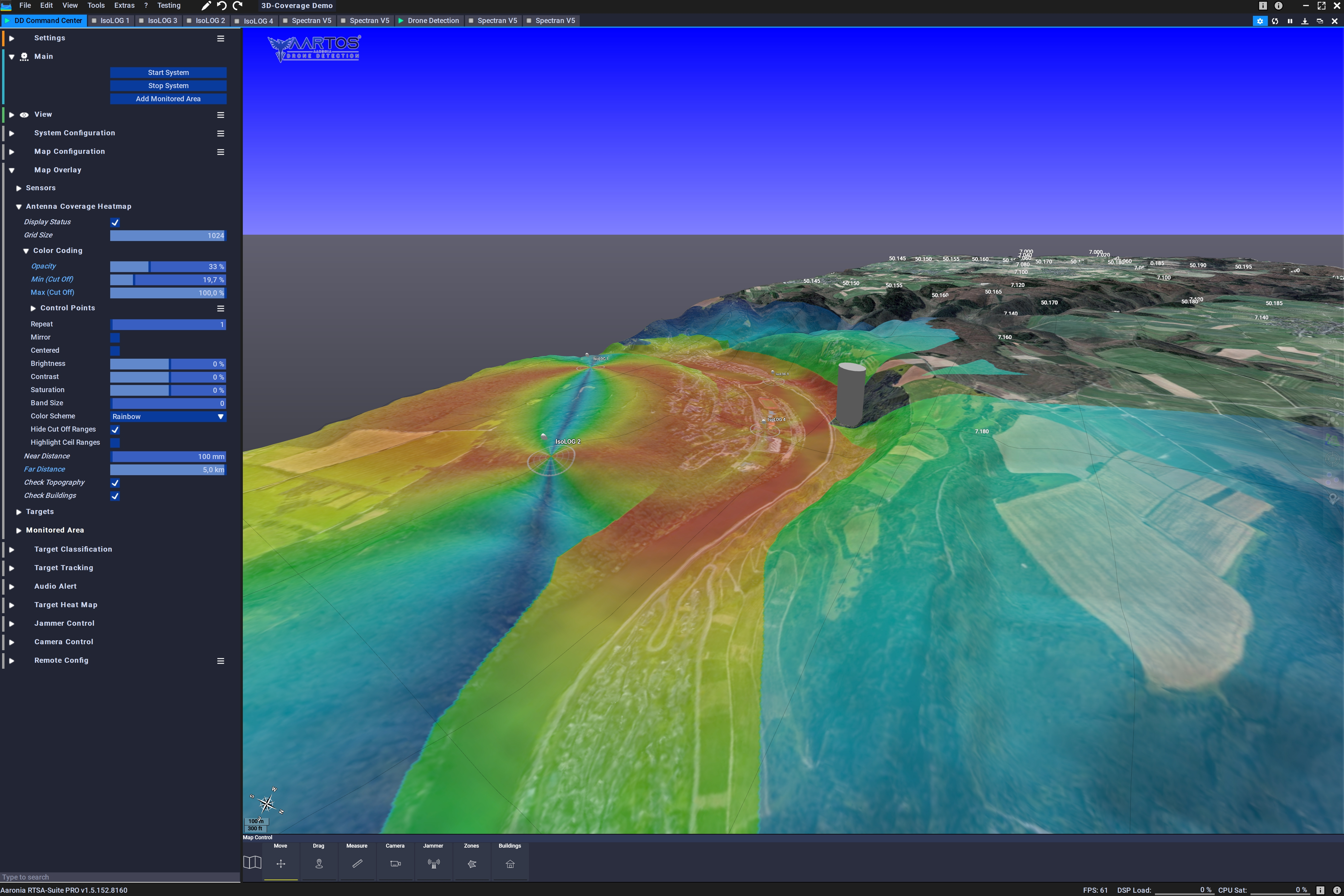
Egy dróndetekciós rendszer rádiófrekvenciás (RF) lefedettségét ábrázoló hőtérkép

A hőtérkép egy kétdimenziós adatvizualizációs módszer, amely az egyes értékek nagyságát színek segítségével ábrázolja egy adatállományon belül. A színek árnyalatukban vagy intenzitásukban változhatnak.
Bizonyos alkalmazási területeken, mint a bűnügyi elemzésben vagy webhelyeken, a kattintások nyomonkövetésében (click-tracking), a színek nem az egyes adatpontok értékeit jelzik, hanem azok sűrűségét.
Bár a mátrixok színezésének gyakorlata több mint egy évszázados múltra tekint vissza, a „hőtérkép” kifejezés viszonylag új.

## Története
A hőtérképek az adatmátrixok értékeinek kétdimenziós ábrázolásából erednek. A nagyobb értékek jelölésére kicsi, sötétszürke vagy fekete négyzetek (pixelek) szolgáltak, míg a világosabb négyzetek képviselték a kisebb értékeket. Toussaint Loua (1873) párizsi kerületeinek társadalmi statisztikai adatait jelenítette meg egy színezett mátrixon. Később Sneath (1957) egy klaszteranalízis eredményeit a mátrix sorainak és oszlopainak olyan permutációjával ábrázolta, amivel a hasonló értékek a klaszternek megfelelően egymás mellé kerültek. Hasonló vizualizációt alkalmazott Jacques Bertin is, ő Guttman-skálára illeszkedő adatokat ábrázolt. Robert Ling (1973) állt elő az ötlettel, hogy a klaszterfák összekapcsolhatóak az adatmátrix soraival és oszlopaival. Ling úgy állította elő a különböző szürkeárnyalatokat, hogy pixelenként 1 szélességgel karaktereket nyomtatott egymásra. Leland Wilkinson nagy felbontású színgrafikai klaszterhőtérképek készítésére 1994-ben kifejlesztette az első számítógépes programot, a SYSTAT-ot. A SYSTAT korai designjának replikációja látható az Eisen et al. által készült ábrán.
A szoftvertervező Cormac Kinney 1991-ben levédette a hőtérkép kifejezést a pénzügyi piaci információkat megjelenítő kétdimenziós ábrázolásokra. Ezt a védjegyet 2003-ban egy cég szerezte meg, amely ugyan nem szándékosan, de hagyta, hogy a szabadalom elévüljön.

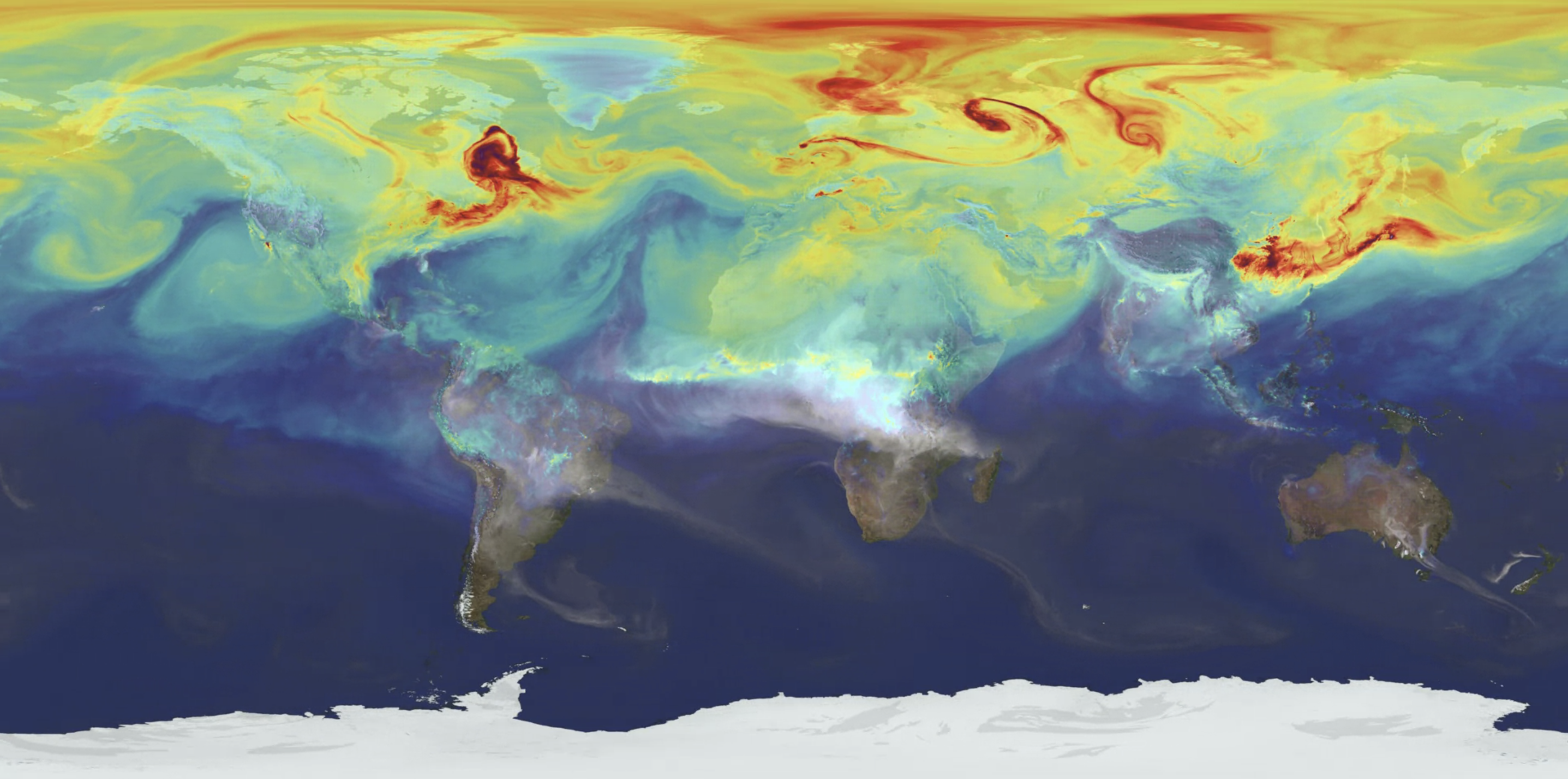
Téri hőtérkép példa: A hőmérsékletet jeleníti meg egy világképen, ahol a vörös a legmagasabb, a kék pedig a legalacsonyabb hőmérséklet (2019. április 5.).

## Típusai
A hőtérképek két fő típusra oszlanak: a téri és a rácsos típusokra.
A téri hőtérkép a térbeli jelenségek ábrázolását teszi lehetővé általában egy térképre illesztve, ahol a színek az adott jelenség nagyságát jelképezik. A „Téri Hőtérkép Példa” című kép a hőmérsékletet a kék (hideg) – vörös (meleg) színtartománnyal ábrázolja egy világtérképre vetítve.
A rácsos hőtérkép kétdimenziós mátrixban ábrázol színek segítségével nagyságokat. Itt a mátrix mindkét dimenzióján egy-egy paraméterkategória foglal helyet, ezen a két kategóriából származó paraméterek kombinációját leíró mérések nagyságát jelenítik meg a színek.
A hőmérsékleti példában egy dimenzió lehet az év, a másik dimenzió a hónap, a mért változó pedig a hőmérséklet. Az így készült hőtérkép képes ábrázolni a hőmérséklet havi változásait az egyes években. A rácshőtérképek tovább is feloszthatóak két kategóriára: klaszterezett és korrelogram.
- Klaszterezett hőtérkép: A korábbi példa, az évek szerinti havi hőmérséklet ábrája, egy klaszterezett hőtérképnek számít.
- Korrelogram: A korrelogram egy olyan klaszterezett hőtérkép, amelynek mindkét tengelyére ugyanazon tulajdonságok kerülnek, így megjeleníthető az egyes állományban található változók interakciója. Mivel nem szükséges kétszer ábrázolni a megegyező A-B és B-A kombinációkat, így a korrelogram inkább egy háromszögként írható le mintsem négyzetként.

A rácsos hőtérképen a színeket azonos méretű és alakú cellák alkotta meghatározott méretű rács ábrázolja a klaszterek érzékeltetése érdekében, vagy annak jelzésére, hogy esetlegesen klaszterek lehetnek jelen.
Cellák alkalmazása helyett folytonosan változnak a színek a térképeken és műholdas képalkotásban (lásd GIS) gyakran használt téri hőtérképen

## Felhasználása
A hőtérképek felhasználhatósági lehetőségei sokszínűek az adatok leegyszerűsítésének, illetve az elemzésekhez nyújtott vizuálisan kellemes olvasási élménynek köszönhetően. Az alábbiakban ismertetünk számos alkalmazási lehetőséget a különböző típusú hőtérképekre.
Üzleti elemzés : Az üzleti elemzésben a hőtérképek használata a cég aktuális működéséről, teljesítményéről és a fejlesztések szükségességéről nyújt vizuális ábrázolást. Mindezek mellett egy lehetőség a vállalat meglévő adatainak elemzésére, azok frissítésére, ezzel tükrözve a növekedést és a specifikus törekvéseket. Továbbá, a hőtérképek vizuálisan impozánsak lehetnek a kollégák és az ügyfelek számára.
Weboldalak: A webhelyeken számos mód létezik a hőtérkép felhasználására az odalátogató felhasználók tevékenységének megállapításához. A legjobb és legrosszabb teljesítményt nyújtó elemek feltérképezésére rendszerint több hőtérkép együttes használata szolgál. Néhány speciálisan weboldalak elemzésére használt hőtérkép kerül bemutatásra alább
- Egér/kurzormozgás-követés: Az egérmozgás-követési hőtérképek megmutatják, hol mozgatja az oldal felhasználója a kurzort.
- Szemmozgáskövetés: A szemmozgáskövetési hőtérképek a felhasználók szemeinek pozícióját térképezik fel, emellett többek között fixációk időtartamát, nagyságát rögzítik, illetve érdeklődési területeket (area of interest – AOI) is mérnek
- Kattintáskövetés: A kattintáskövetési hőtérképek, nem a kurzormozgást – ellentétben a hasonló, kurzormozgást követő térképekkel -, hanem a kattintási tevékenységet mutatják be. A kattintáskövető hőtérképek a weboldal kattintható (gombok, legördülő menük) és nem kattintható objektumairól is egyaránt adnak visszajelzést az oldal bármely pontján.
- AI-generálta figyelem: A mesterséges intelligencia (AI) által generált figyelmi hőtérképek segítik a felhasználó figyelme irányának feltérképezését a weboldal egy bizonyos szegmensén belül, amelyeket egy, a felhasználó figyelmi tevékenységét meghatározni és előrejelezni képes algoritmus hoz létre.
- Görgetéskövetés: A görgetést nyomonkövető hőtérképek a felhasználó görgetési tevékenységét monitorozzák, így adva vizuális visszajelzést a webhely részéről, ahol a felhasználó a legtöbb időt eltöltötte.[4]

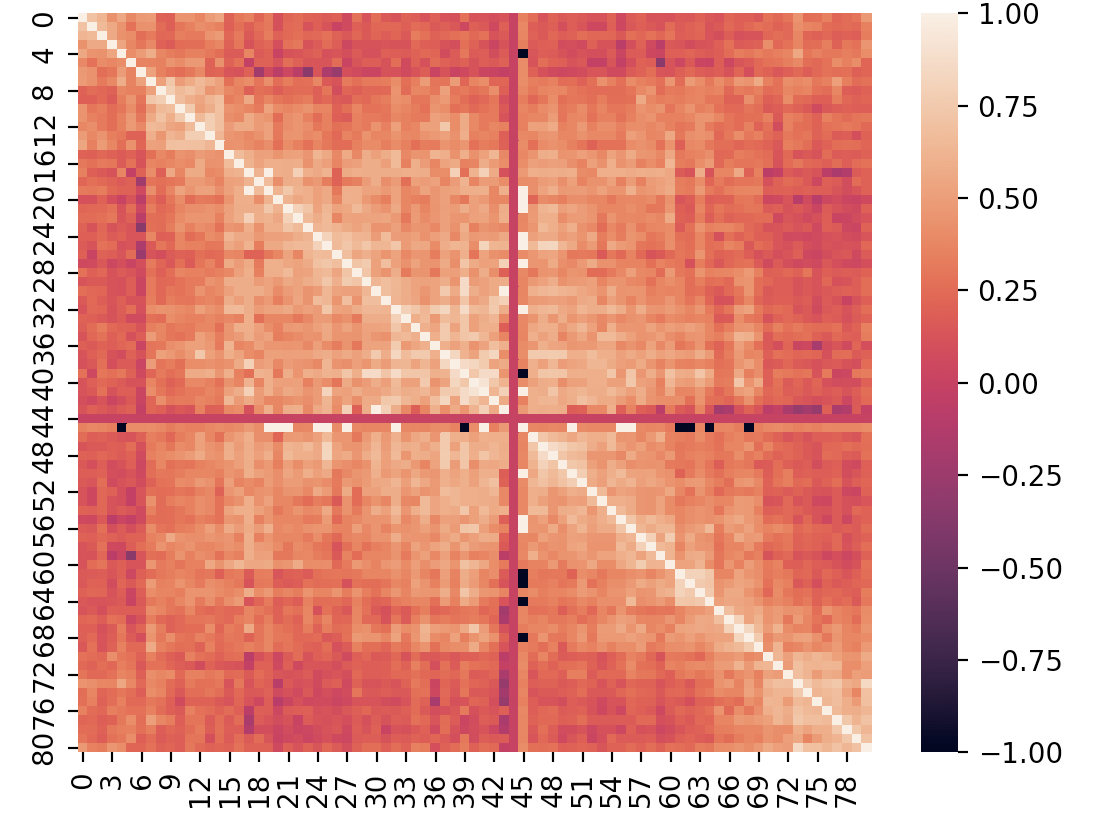
Feltáró adatelemzési hőtérkép példa: A fentebbi hőtérkép mutatja az egyenlőtlen összeköttetések normalizált értékeit az egerek (Mus musculus) Hist1 területében található genomiális ablakokban

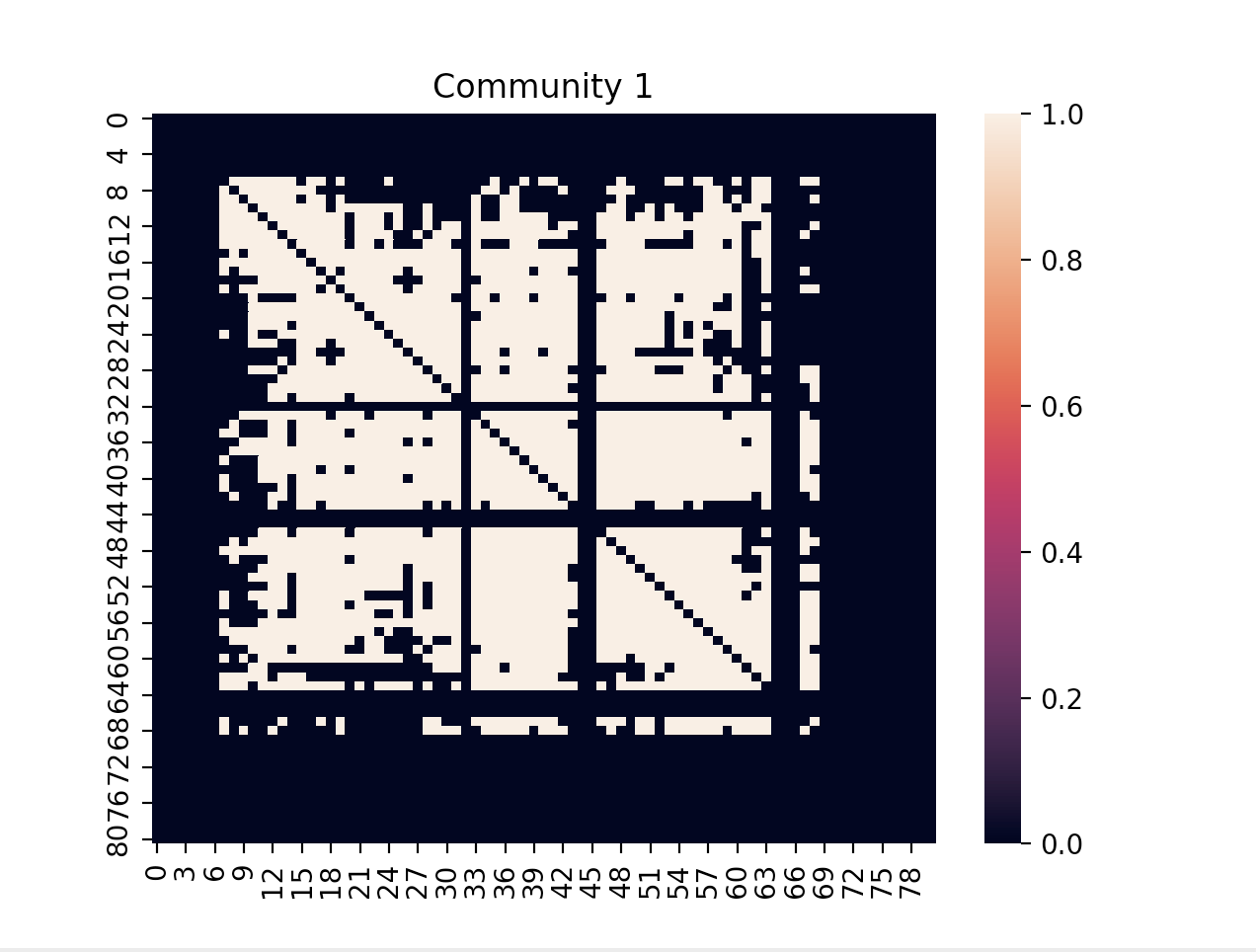
Feltáró adatelemzési hőtérkép példa: egy a Hist1 régió öt magasan központi csomópontjai közül, amelynek genomhálózat éleit az algrafikon cellákkal ábrázolja

Feltáró adatelemzés : Az adatelemzők az adatállomány adatpontjainak lényegi kapcsolatait és tulajdonságait kicsi és nagy adatállományok esetében egyaránt körülírják és tanulmányozzák. Ugyan van más módszer is az adatvizualizációra, viszont a hőtérképek képesek vizuálisan leegyszerűsítve összegezni az adatpontokat és az azok közötti kapcsolatot egy nagy dimenziós térben nagymértékű tömörítés és vizuális visszatetszés nélkül . Az adatelemzésben használt hőtérképek tengelyein és ráadásul az átlón is képesek meghatározott változósorokat vagy -oszlopokat bemutatni.
Biológia: A biológia terén kis és nagy adatállományokban DNS, RNS, génkifejeződés mintázataira kiélezett hőtérképek használatosak. Az adatelemzésben többek között közösségi azonosításra, asszociációkra, korrelációkra és a központiság fogalmára fókuszáló bioinformatikai vagy biológus szakemberek számára impozáns módszer lehet hőtérkép segítségével ábrázolni és más szakmákkal ily módon megosztani az adatokat.
A “Feltáró adatelemzési hőtérkép példa” című két jobb oldali diagram külső személyek számára kétféleképpen ábrázolja egy meghatározott régió genomiális adatait, így számukra jobb megértést biztosít az adatelemző által közvetített fogalmakról.
Pénzügyi elemzés : A pénzügyi elemzésben különböző termékek értékeinek fluktuációja szükségessé teszi a változások nyomonkövetését, megengedve így mind előrejelzéseket, mind a múltbéli adatok visszakövetését. A hőtérképek ezt a körülményes folyamatot tüntetik el az adatpontok vizualizációjával, ezáltal lehetővé téve a különböző teljesítményű szereplők adatpontjainak összehasonlítását.
Földrajzi vizualizáció: Az adatok földrajzi eloszlásának megjelenítésében is felhasználhatóak a hőtérképek, azáltal, hogy a földrajzi térképeken az adatpontok sűrűségét ábrázolva mutatják meg bizonyos jelenségek intenzitását, illetve fontos és kevésbé fontos részleteket. Néha összetévesztik a földrajzi adatvizualizációra készült hőtérképeket a choropleth-térképekkel; a két vizualizációs eszköz közötti különbség az adatok bemutatásának módjából fakad.
Sport: A különféle sportokban használt hőtérképek lehetővé teszik a játékban fellelhető minták azonosítását, valamint az ellenfelek által használt stratégiák azonosítását az alacsony és magas adatsűrűségek által. Mindez támogatja az edzőket és menedzsereket az informáltabb döntéshozatalban, amely mind a játékosok, mind az üzlet javát szolgálhatják, és előmozdíthatják a fejlesztési igény azonosításával a teljesítményjavulást. Emellett a hőtérképek a különféle sportágak közötti és azonos sportágon belüli különböző csapatok összevetésének vizualizálására is lehetőséget nyújtanak.

## Színsémák
A hőtérképek színezésére számos különféle, perceptuális előnyökkel és hátrányokkal is bíró színséma alkalmazható. Az adatok célravezető vizualizációjához szervesen hozzátartozik a megfelelő színséma megválasztása, hiszen nem megfelelő választás eredményezhet téves következtetéseket, illetve kizárhatja a színtévesztéssel élőket az adatok megfelelő elemzéséből.
Gyakran esik a választás a szivárványszínű térképekre, a magasabb számú színes árnyalat észlelésénél fogva – szemben a szürke árnyalatokkal –, így nem bizonyítottan emelve az érzékelhető részletek számát. Ez a gyakorlat azonban a tudományos közösség részéről ellenjavallott számos okból kifolyóan. Legfőbb okként feltételezhető a valójában nem jelenlévő átmenetek érzékeltetése a nagy számú szín használata által. A színek egyre nagyobb számban való használatával előfordulhat a színek összemosódása is, továbbá elmarad a szürkeárnyalatos skáláknál és feketetest-sugárzásnál tapasztalható perceptuális sorrendállítás. Továbbá, amennyiben egy szín különböző árnyalatai jelölnek különböző értékeket, úgy tévesen azt a benyomást kelthetik, hogy ezen értékek között kapcsolat áll fent.
Fontos szempont színválasztáskor, hogy az adatok színtévesztéssel élők által is megtekintésre kerülnek-e vagy sem. Amennyiben a célközönségben jelen vannak olyan személyek, akik bármely típusú színvaksággal élnek, úgy célszerű lehet mind a harsány vörös és zöld, mind a egyenetlen színátmenetek használatának kerülése.

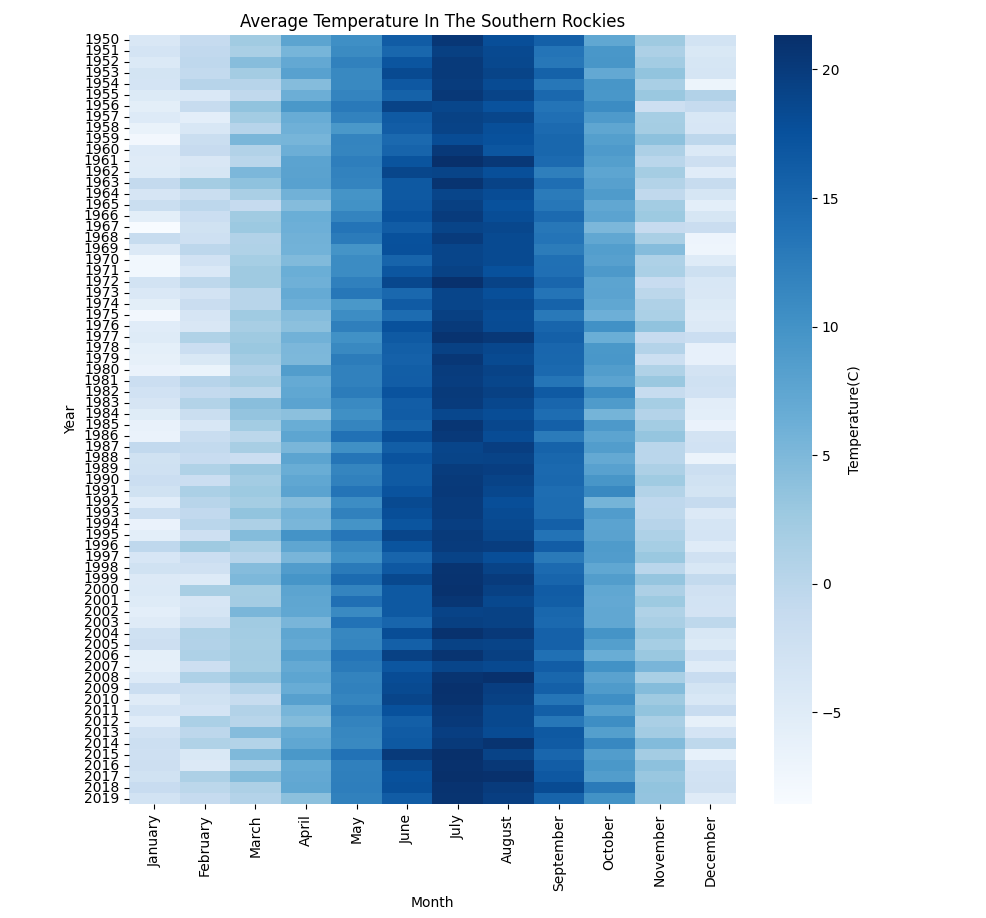
A Déli Sziklás-hegység átlaghőmérsékletének Color Brewer "Blues" színpalettájával készült hőtérképe 1950-től 2020-ig

Amellett, hogy a célközönségre is tekintettel vagyunk, lényeges figyelmet fordítani az adatok megtekintésének módjára is. Ha az adatok fekete-fehér nyomtatásra vagy nagyobb képernyőn kivetítésre kerülnek, a színválasztás igazítása ehhez mérten javasolt.
A gyakran használt hőtérképek (köztük a „jet” térkép is, amely számos adatvizualizációs szoftver alapértelmezett beállítása) szabálytalan fényerőváltozásokkal rendelkeznek, ezzel gátolva a nyomtatásban vagy megjelenítésben a szürkeárnyalatos skálává való konvertálást. Emellett a szabálytalan fényerőváltozások a citromsárga és ciánkék részeket kiugróvá tehetik, így terelve el a figyelmet a valóban fontos adatokról.

## Szoftverimplementációk
A hőtérképek kivitelezésére számos szoftver ingyenesen elérhető:

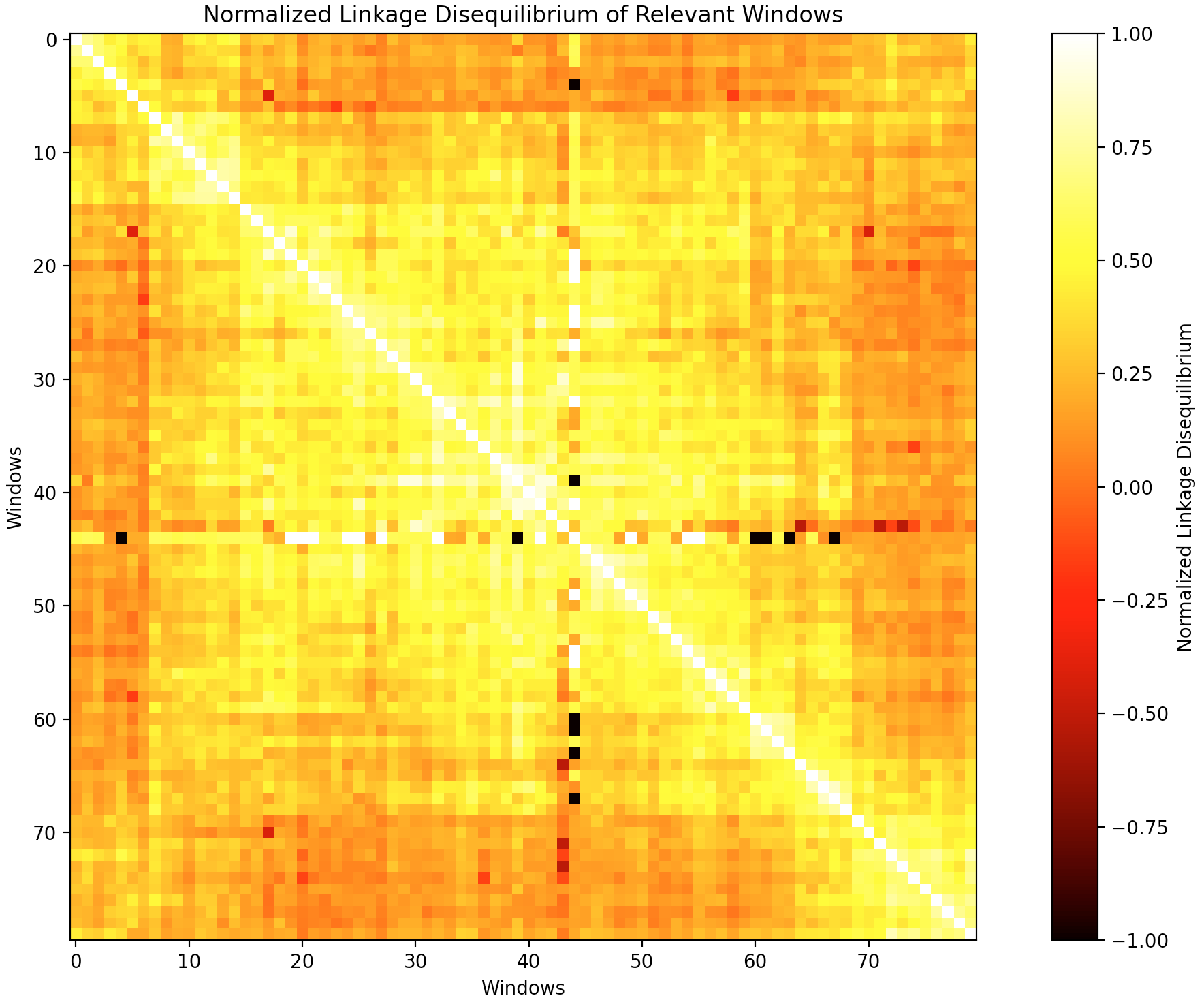
A fentebbi hőtérkép mutatja az egyenlőtlen összeköttetések normalizált értékeit az egerek (Mus musculus) Hist1 területében található genomablakokban

- Számos, hőtérképek készítésére alkalmas funkcióval rendelkezik az ingyenes, statisztikai számításokhoz és vizualizációhoz használt szoftverkörnyezet, az R.[11][12]
- A Gnuplot képes előállítani mind két-, mind háromdimenziós hőtérképeket. Ez a parancssori ábrázoló program ingyenes és univerzális.[13]
- A Google Fusion Tables képes hőtérképet előállítani maximum 1000 földrajzi adatpontból álló Google Táblázatok táblázatból.[14]
- Postscript eszközökön szürkeárnyalatú skálaként megjelenő színsémához biztosíthat készletet a Dave Green „cubehelix” színséma.[15]
- Az Openlayers3 képes egy vektoros rétegben lévő összes földrajzi jellemző kiválasztott tulajdonságának hőtérkép-rétegét megjeleníteni.[16]
- A D3.js,[17][18] AnyChart[19][20] és Highcharts[21][22] adatvizualizációs JavaScript-könyvtárak interaktív hőtérképes diagramok létrehozására adnak lehetőséget, az alaptól a személyreszabottig.

## Choropleth-térképek kontra hőtérképek

Államonkénti népsűrűség az USA-ban choropleth-térképen ábrázolva

A choropleth-térkép földrajzi határok általi csoportosításban ábrázolja az adatokat (országok, államok, tartományok vagy esetleg árterek). A régiókhoz egy egyedüli érték társul, amelyet a térképen a színintenzitás, színárnyalat vagy minta képvisel. A jobb oldalon látható ábra az Egyesült Államok államonkénti népsűrűségét bemutató choropleth-térkép szolgálhat erre példaként. Az ábra az egyéni értéket (népsűrűség) az államhatárok szerinti és a többi államhoz viszonylagos kék színintenzitással jelöli.
Hasonlóképpen, a hőtérképek is ábrázolhatnak földrajzi régiókat érintő adatokat, azonban a choropleth-térképektől eltérően a hőtérképek a földrajzi határokra tekintet nélkül, rendszerint kis méretű szabadon választott rácson szemléltetik a változó arányait. A jobb oldali ábra, a globális népsűrűséget megjelenítő hőtérkép nyújthat erre példát. Itt az egyedi értéket (népsűrűséget) vetíti az ábra egy, a többi cella értékével viszonylagos színárnyalattal jelölt cellára egy tetszőleges négyzetrácson (négyzetkilométer).
A közelítőleges területi adatokkal készült hőtérképeken megjelenhetnek ismert, de azon nem jelenlévő földrajzi határok az ábrázolásban, amely földrajzi határillúziókat az adatokban fellelhető mintázatok okozzák nem pedig a vizualizációs technikák.
A világ népsűrűségét szemléltető jobb oldali ábrán is felfedezhető ezen jelenség, mivel a földrajzi határokhoz nagyon hasonlóak az Egyesült Államok és Dél-Amerika vidéki területei.
Földrajzi adatok esetében gyakorta tévesen felcserélik a choropleth-térképet és a hőtérképet. Mind a choropleth-térkép, mind a hőtérkép arányaiban szemlélteti a kívánt változót, azonban a adataggregációnál használt határokban eltérnek egymástól. Abban az esetben az adatokkal készült hőtérkép megegyezik a choropleth-térképpel, ha szabálytalan határok (mint például a közigazgatás) szolgáltak az adatgyűjtés- és aggregáció alapjául, ami további zavart kelthet a két térkép közötti különbségtételben.

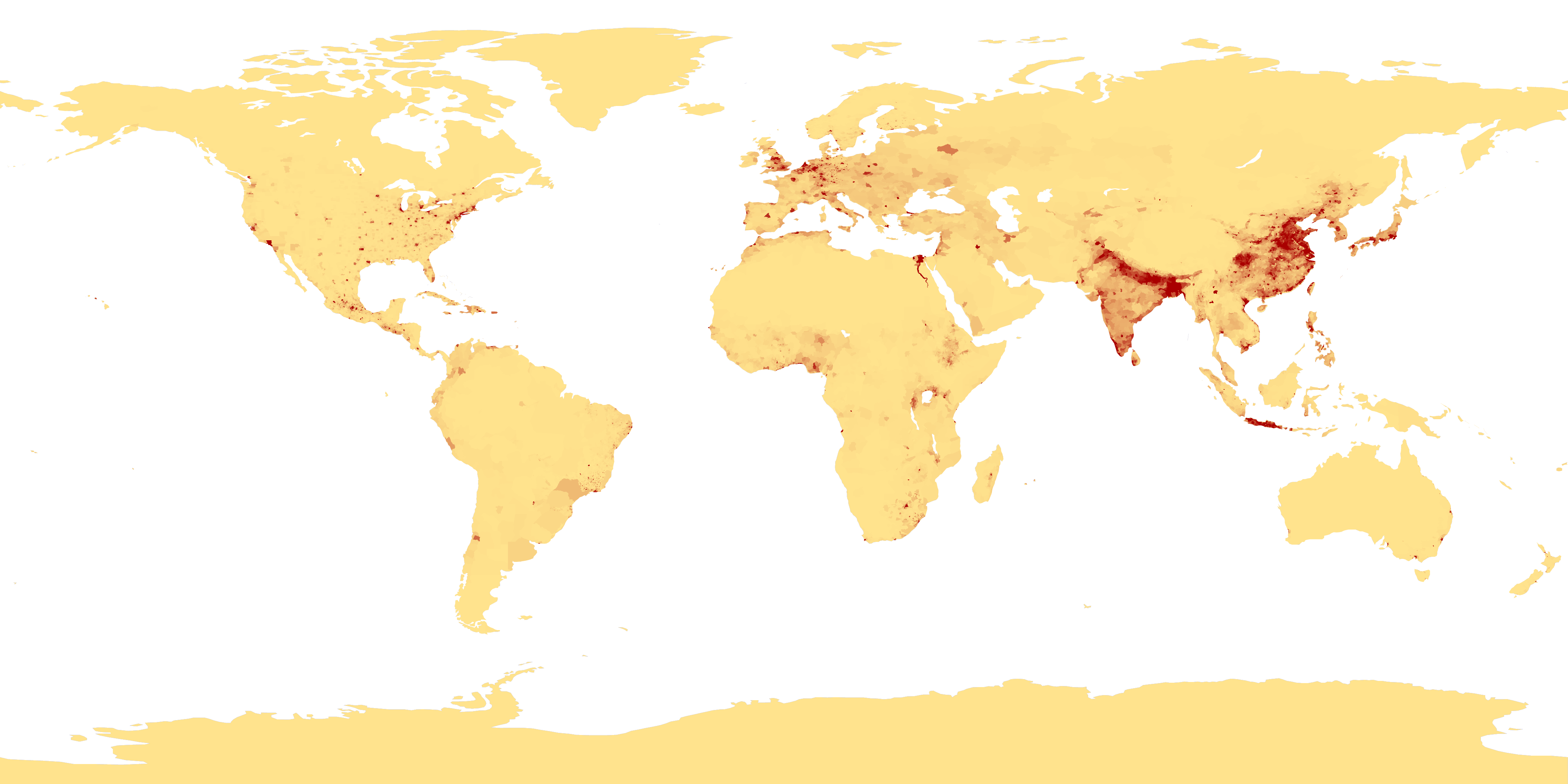
Négyzetkilométerenkénti népsűrűség világszerte 1994-ben hőtérképen ábrázolva

## Példák

“Lake effect snow” – időjárási radar adatok jellemzően hőtérképpel kerülnek ábrázolásra
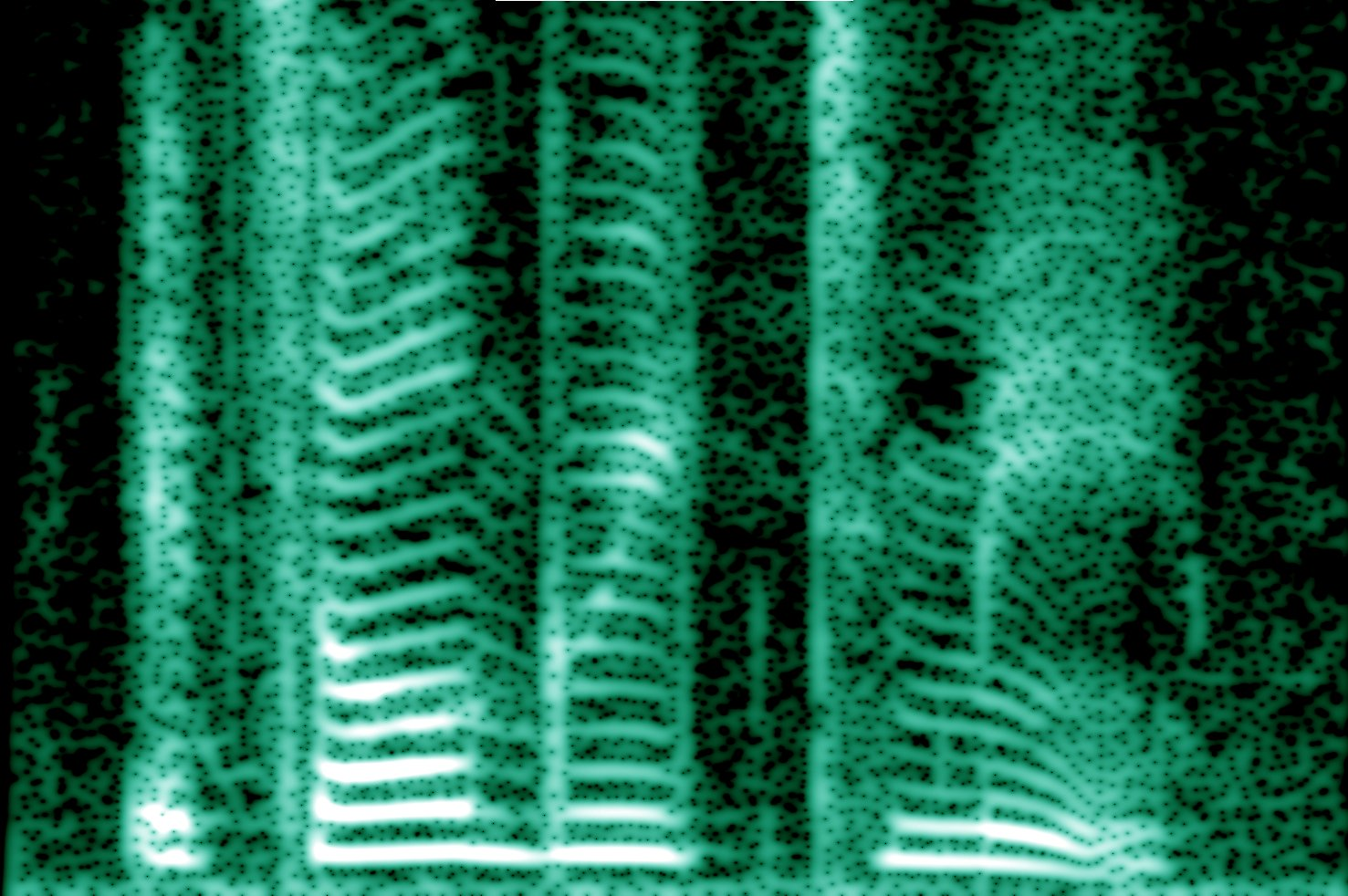
A hőtérkép a short-time Fourier-transzformációt (STFT) jeleníti meg az emberi emberi hang spektrogramon való ábrázolásában. Alternatív ábrázolásmódja a vízesés-diagram.
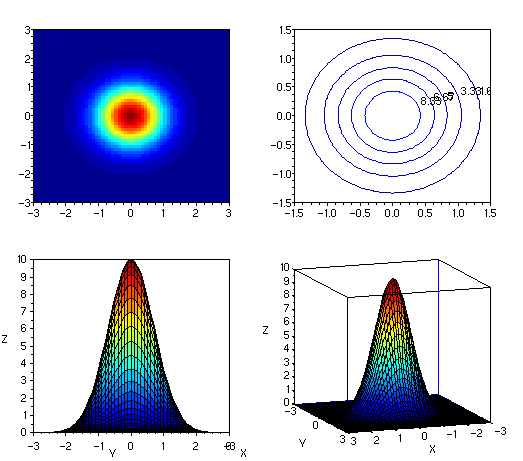
Hőtérkép, felszínrajz és kontúrvonalak ugyanazon adatok felhasználásával. A példa az ábrázolások közötti viszonyokat mutatja be
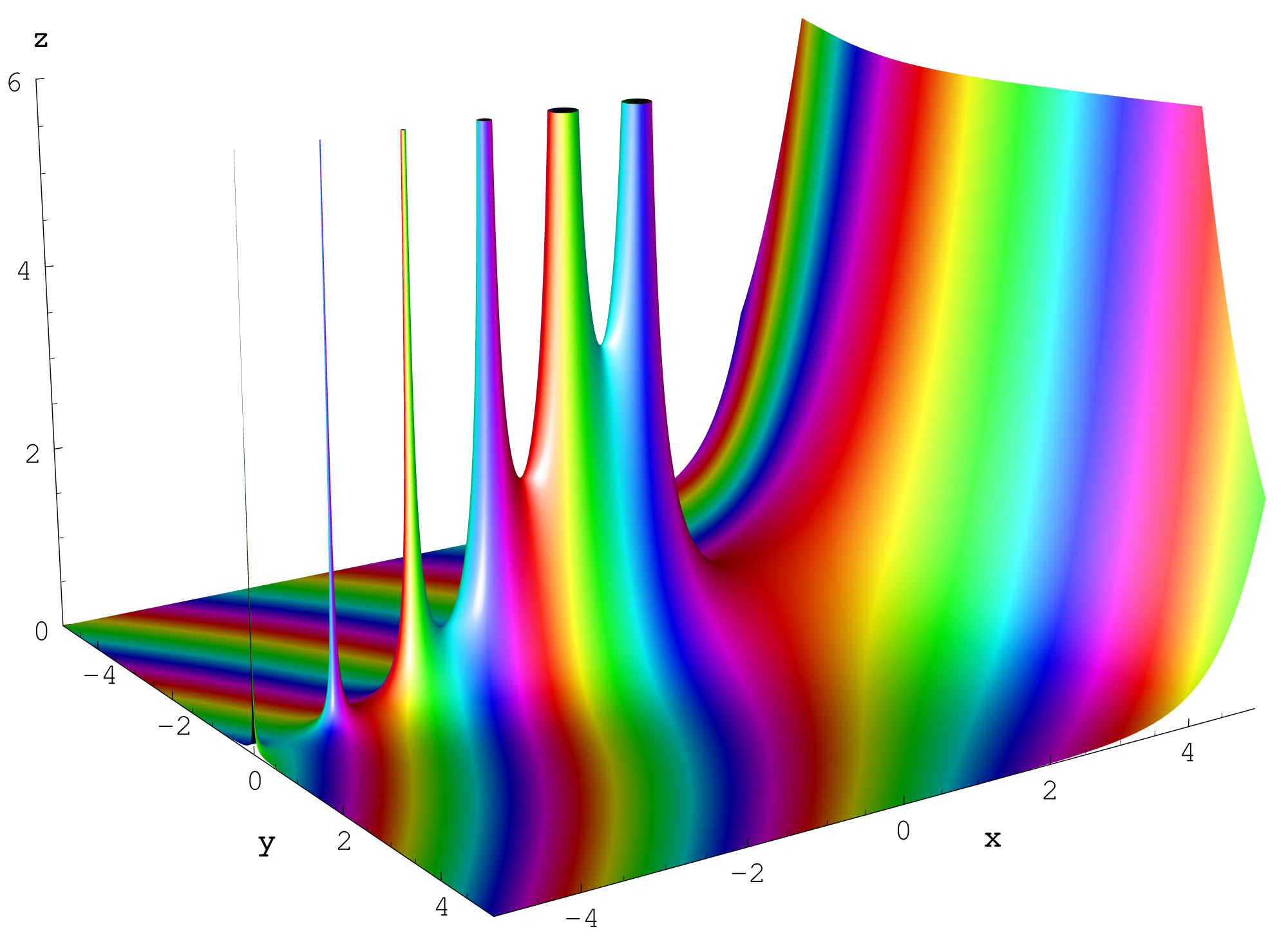
Felszínrajz és hőtérkép kombinálva. A felszín magassága a függvény amplitúdóját mutatják me, míg a színek pedig a fázis szögét jelölik.
A dartstábla egyedi, határos részterületeinek pontszáma (skálázás nélkül)
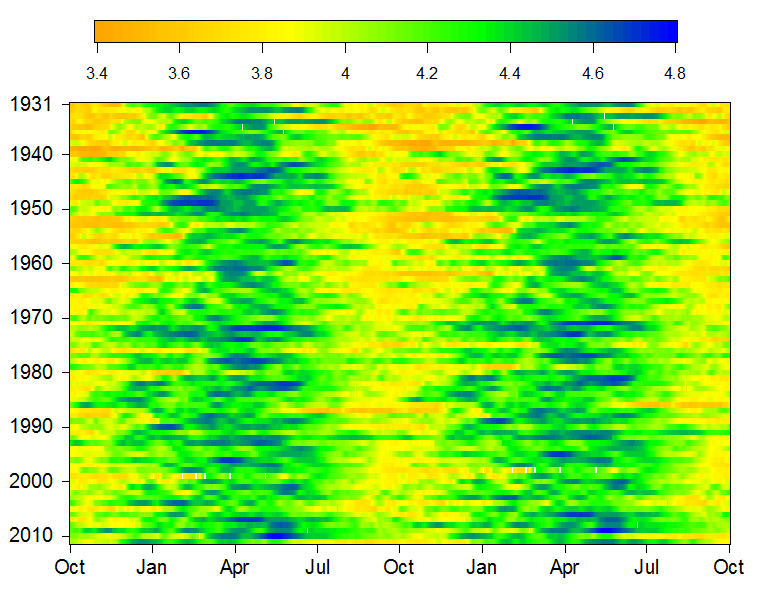
A Mississippi folyó Vicksburgban (MS USA), köbméter per másodpercben mért napi folyamának tízes alapú logaritmusa.

## Fordítás
Ez a szócikk részben vagy egészben  a   Heat Map című angol Wikipédia-szócikk ezen változatának fordításán alapul.  Az eredeti cikk szerkesztőit annak laptörténete sorolja fel. Ez a jelzés csupán a megfogalmazás eredetét és a szerzői jogokat jelzi, nem szolgál a cikkben szereplő információk forrásmegjelöléseként.

## Kapcsolódó szócikk
- Adatvizualizáció

## További olvasnivalók
- Sémiologie Graphique. Les diagrammes, les réseaux, les cartes (french nyelven). Gauthier-Villars (1967). OCLC 2656278
- (1998. december 1.) „Cluster analysis and display of genome-wide expression patterns”. Proceedings of the National Academy of Sciences of the United States of America 95 (25), 14863–8. o. DOI:10.1073/pnas.95.25.14863. PMID 9843981. PMC 24541.
- (1994. március 1.) „Mosaic Displays for Multi-Way Contingency Tables”. Journal of the American Statistical Association 89 (425), 190–200. o. DOI:10.1080/01621459.1994.10476460. JSTOR 2291215.
- (1973) „A computer generated aid for cluster analysis”. Communications of the ACM 16 (6), 355–361. o. DOI:10.1145/362248.362263.
- (1957. augusztus 1.) „The application of computers to taxonomy”. Journal of General Microbiology 17 (1), 201–26. o. DOI:10.1099/00221287-17-1-201. PMID 13475686.
- Advanced Applications: Systat for DOS Version 6. SYSTAT (1994). ISBN 978-0-13-447285-0
- (2018) „Superheat: An R package for creating beautiful and extendable heatmaps for visualizing complex data”. Journal of Computational and Graphical Statistics 27 (4), 910–922. o. DOI:10.1080/10618600.2018.1473780. PMID 30911216. PMC 6430237.